# Busulfan
Busulfán je protirakava učinkovina iz skupine alkilirajočih citostatikov, ki se uporablja kot pripravljalno zdravljenje pred presaditvijo krvotvornih matičnih celic ter za zdravljenje kronične mieloične levkemije in mieloproliferativnih novotvorb, kot sta policitemija vera in mieloidna metaplazija. Uporablja se samostojno ali v kombinaciji z drugimi zdravili. Daje se peroralno (skozi usta) ali intravensko.

## Indikacije
Busulfan se uporablja v shemah pripravljalnega zdravljenja pred presaditvijo krvotvornih matičnih celic pri krvnih obolenjih. V kliničnih preskušanjih so bili vključeni bolniki z naslednjimi krvnimi boleznimi: akutna levkemija, kronična mieloična levkemija, Hodgkinova bolezen ali ne-Hodgkinov limfom ter mielodisplastični sindrom. Pri odraslih bolnikih se kot pripravljalno zdravljenje uporablja postopek z busulfanom in nato s ciklofosfamidom. Pri bolnikih, ki so kandidati za pripravljalno shemo zmanjšane intenzivnosti, se uporablja busulfan po fludarabinu. Pri otrocih se kot pripravljalno zdravljenje uporablja shema z busulfanom in nato s ciklofosfamidom ali melfalanom.
V preteklosti je busulfan prinesel pomembno spremembo v zdravljenju kronične mieloične levkemije (KLM). Za to indikacijo so ga začeli uporabljati v 60-ih letih dvajsetega stoletja in je omogočil sorazmerno učinkovito kontrolo nad število levkocitov. Prej je bilo zdravljenje  predvsem simptomatsko z obsevanjem vranice. Danes se busulfan za zdravljenje KLM načeloma več ne priporoča, ker so na voljo varnejša in učinkovitejša zdravila, kot so zaviralci tirozin kinaz.
Uporablja se tudi za zdravljenje mieloproliferativnih novotvorb, kot sta policitemija vera in mieloidna metaplazija.

## Neželeni učinki
Busulfan lahko med drugim povzroči intersticijsko pljučno fibrozo (»busulfanska pljuča«), hiperpigmentacijo, epileptične napade, jetrno veno-okluzivno bolezen oziroma sinusoidalni obstrukcijski sindrom, bruhanje in sindrom hiranja. Busulfan tudi povzroča trombocitopenijo oziroma zmanjšanje števila krvnih ploščic; v redkih primerih lahko pride tudi do medularne aplazije. Epileptični napadi in veno-okluzivna bolezen jeter predstavljata poglaviten varnostni pomislek pri zdravljenju z busulfanom in bolniki pogosto prejmejo ukrepe za njuno preprečevanje. Veno-okluzivna bolezen jeter je odmerek omejujoči neželeni učinek; simptomi in znaki se kažejo kot povečanje telesne mase, povišane vrednosti bilirubina, boleča hepatomegalija in edemi. Lahko gre za življenjsko ogrožajoče stanje, vzrok nastanka pa ni povsem pojasnjen. Ursodiol se lahko uporabi kot pomoč pri preprečevanju veno-okluzivne bolezni.

## Mehanizem delovanja
Busulfan je protirakava učinkovina, ki spada med alkilirajoče citostatike. Le-ti delujejo na DNK v celicah, in sicer povzročijo prečno povezovanje verig DNK, kar prepreči njihovo prevajanje v RNK. Posledično v celici ne morejo nastajati ustrezne beljakovine.